# 8-ме тисячоліття до н. е.

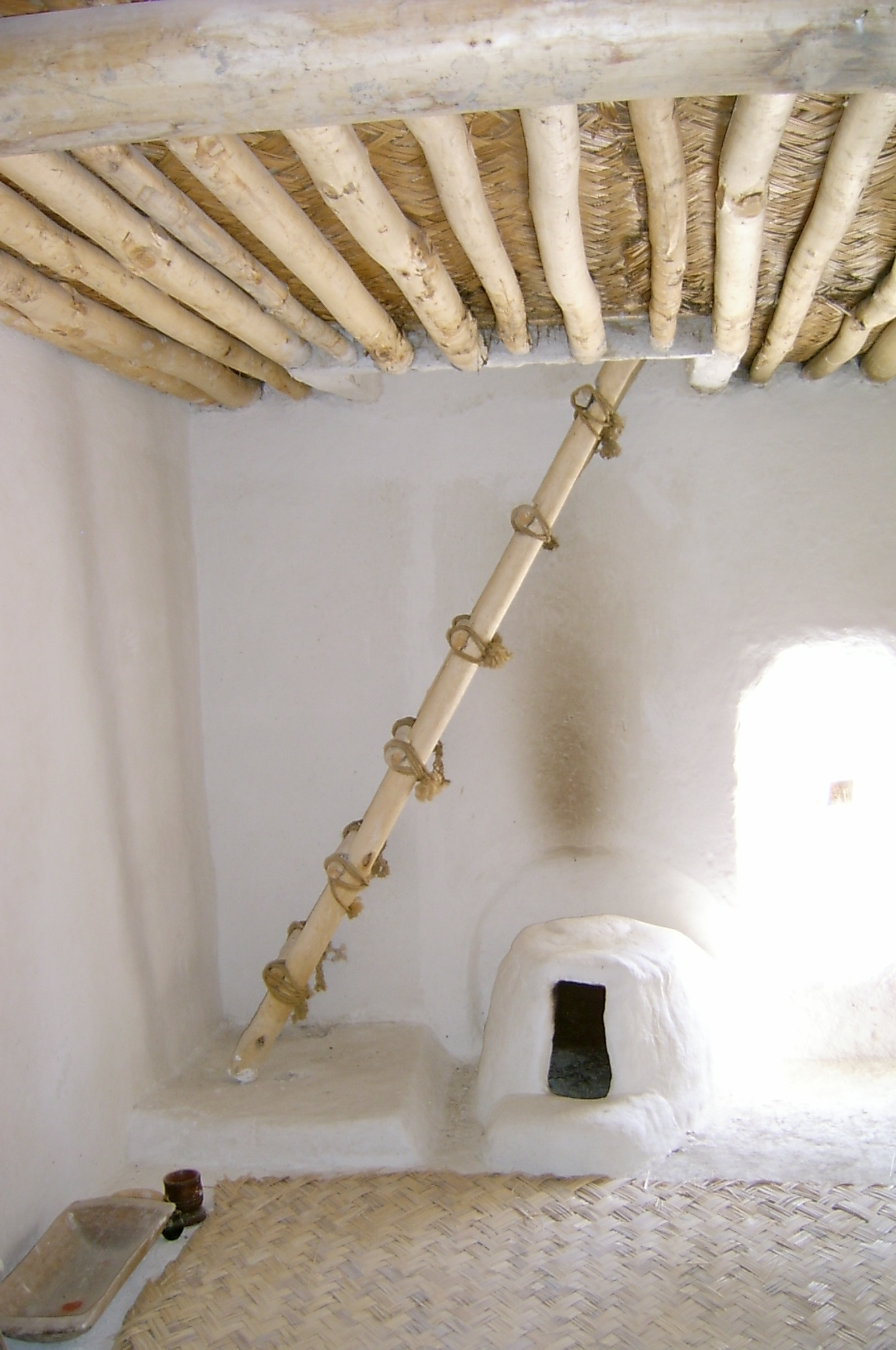
Реконструкція інтер'єру однієї зі споруд Чатал-Гююка.

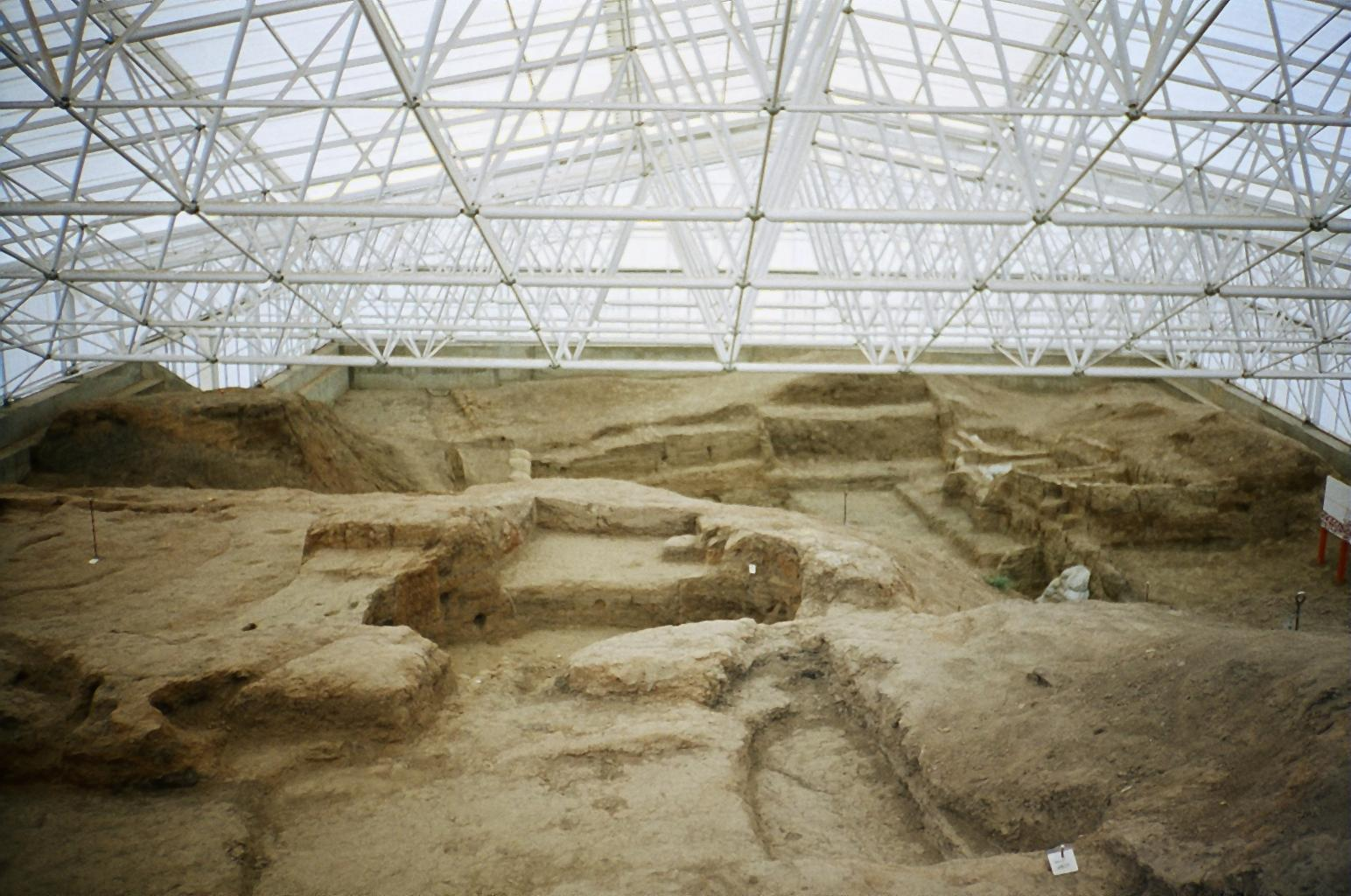
Розкопки в південній частині Чатал-Гююка.

Восьме тисячоліття до н. е. (VIII) — часовий проміжок з 8000 по 7001 рік до нашої ери.
У 8-му тисячолітті до н. е. сільське господарство стало широко застосовуватися в регіоні Родючого півмісяця та Анатолії. Гончарне ремесло також зазнає широкого поширення. Тваринництво поширюється в Африці та Євразії. Населення світу становить декілька мільйонів осіб.

## Події
- бл. 8000 до н. е. — Початок Кукрецької мезолітичної культури на території Північного Причорномор'я України та Молдови.
- бл. 8000 до н. е. — Поселення в Невали-Чорі, сучасний півострів Мала Азія.
- бл. 8000 до н. е. — Поселення в Сагалассосі, сучасна південно-західна частина півострова Мала Азія.
- бл. 8000 до н. е. — Поселення в Акуре, сучасна південно-західна Нігерія.
- бл. 8000 до н. е. — Поселення в Євре Ейкер та Недре Ейкер, сучасна Норвегія.
- бл. 8000 до н. е. — Поселення в Еро, Данія.
- бл. 8000 до н. е. — Поселення в Діпкар сучасний Шеффілд, Англія.
- бл. 8000 до н. е. — вирощування пшона та рису, виробництво кераміки, техніка шліфувального каменя в Північному та ПІвденному Китаї.
- бл. 8000 до н. е. — Арктика в Північній Америці заселяється мисливцями-збирачами.
- бл. 8000 до н. е. — Культура Плано на Великих рівнинах Північної Америки (з 9-го тисячоліття).
- бл. 7500 до н. е. — Будуються поселення на узбережжі Вестер Росс, Шотландія.
- бл. 7500 до н. е. — Чатал-Гююк, велика неолітична стоянка в південній Анатолії.
- бл. 7500 до н. е. — Бутовська культура мезоліту в західній частині Волго-Окського межиріччя.
- бл. 7500 до н. е. — Початок періоду скотарства на території нинішньої пустелі Сахара.
- бл. 7500 до н. е. — Мисливці-збирачі мезоліту — перші поселенці Ірландії.
- бл. 7200 до н. е. — 5000 до н. е. — Поселення в Айн-Газалі, Йорданія. 30 акрів.
- 7000 до н. е. — Найдавніша можлива дата виникнення культури Пенджабу.
- Вимирання волохатого носорога, останні особини якого населяли Західний Сибір.

## Кліматичні зміни
- бл. 7640 до н. е. — Дата теоретичного зіткнення із Землею гіпотетичного метеорита Толман та пов'язаного з ним глобального катаклізму.
- 7220 до н. е. — Виверження вулкана Маунт Еджкамб, Аляска.
- Великий відтік прісної води з Чорного моря в Егейське море.
- Підняття рівня моря спричинило перетворення півострова на острів Тайвань.

## Винаходи, відкриття
- Вирощування картоплі і бобів в Південній Америці.
- Початок вирощування рису в Східної Азії.Великий шигірський ідол

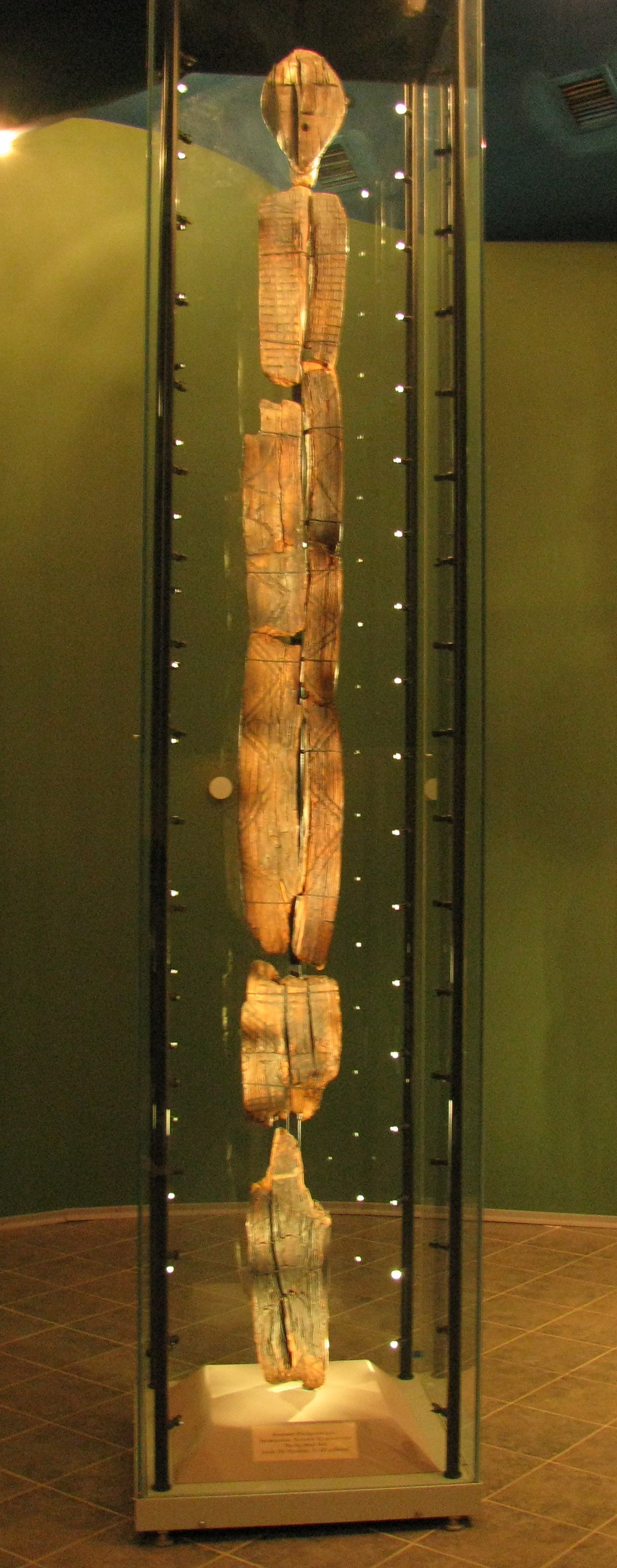
Великий шигірський ідол

- Одомашнення кішки та буйвола в Стародавньому Єгипті.
- Одомашнення овець в південно-західній Азії.
- Одомашнення корови в теперішній Південній Туреччині.[1]
- Одомашнення кози на Близькому Сході[1][2].
- Близько 8000 року до н. е. — збудовано першу стіну довкола Єрихону.
- Близько 7500 року до н. е. — ймовірне одомашнення кішки та найдавніші відомі колодязі на острові Кіпр[3][4].
- Хижки, печі, зерносховища та стаціонарні знаряддя для розмелювання зерна (Африка).
- Будинки, випалювальні печі, гончарні вироби, різьблення по бірюзі, кістяні флейти (Китай).
- Місто в Анатолії на території сучасної Туреччини, де ряд знайдених артефактів говорить про те, що був широко поширений культ Богині.
- Глиняні та гіпсові фігурки в Єрихоні та Айн-Газалі (Середземномор'ї).
- Японські гончарі починають прикрашати глиняний посуд (Японія). Перші гончарні вироби в Кореї.
- Сільське господарство на Новій Гвінеї.
- Перші заздалегідь сплановані могильники в Греції.
- Перші, з тих, що дійшли до теперішнього часу, зразки цегляної кладки в селищі Мергарх (Доісторична Центральна Азія)[5].
- Найдавніші відомі сандалі (сплетені з кори полину), знайдені в печері Форт-Рок, Орегон, США.

## Культура
- Бл. 7500 до н. е. — Будівництво Ховікського будинку в Нортумберленді, Англія.
- Бл. 7500 до н. е. — Шигірський ідол (середній Урал) — найдавніша дерев'яна скульптура в світі.

## Відомі особи
- Жінка з Кьольб'єрга[6]
- Кенневікська людина

## Міфічні події
- 7193 до н. е. — За корейською міфологією, об'єднання північних алтайських племен під проводом «Хуана» (Хуна) передує виникненню Китаю.